# Saint-Germainmont
Saint-Germainmont település Franciaországban, Ardennes megyében. Lakosainak száma 813 fő (2022. január 1.). Saint-Germainmont Asfeld, Balham, Banogne-Recouvrance, Condé-lès-Herpy, Gomont, Herpy-l’Arlésienne, Le Thour és Villers-devant-le-Thour községekkel határos.

## Népesség
A település népessége az elmúlt években az alábbi módon változott:
| Lakosok száma | 804  | 824  | 868  | 795  | 819  | 841  | 842  | 821  | 818  | 813  |
|               | 1968 | 1982 | 1990 | 2006 | 2013 | 2015 | 2017 | 2019 | 2020 | 2022 |